# Transfiguratiekathedraal (Sint-Petersburg)
De Transfiguratiekathedraal "van alle Gardes" (Russisch: собор Преображения Господня всей гвардии) of Preobrazjenski-kathedraal is een Russisch-orthodoxe kathedraal aan het gelijknamige plein in Sint-Petersburg.

## Geschiedenis
De kathedraal werd gebouwd in de jaren 1743-1754 volgens een ontwerp van Michail Grigorevitsj Zemtsov. De kerk werd gebouwd op de plek van een oude kazerne van het Preobrazjenkij-regiment, dat Elisabeth bij een geslaagde staatsgreep hielp, zodat zij de troon kon bestijgen. Als dank daarvoor gaf de tsarina opdracht tot de bouw van de kathedraal. De eerste steen werd gelegd op 9 juni 1743. Na de dood van de architect zette Pietro Antonio Trezzini het werk voort. Hij bracht wel enkele veranderingen aan en voegde barokke stijlelementen toe. De kerk werd door de aartsbisschop in aanwezigheid van de keizerin gewijd op 16 augustus 1754 (Juliaanse kalender), aan de vooravond van het feest de Transfiguratie. De iconostase en de decoraties van het altaar zijn in 1743-1754 vervaardigd door de houtbewerker Kobilinski uit Moskou volgens een ontwerp van Bartolomeo Rastrelli. De beschilderingen zijn van de hand van M.L. Kolokolnikov. Op 12 november 1796 ontving de kathedraal ter herinnering aan het regiment waaraan de kerk haar oorsprong dankt, de toevoeging "van alle gardes". Een alles verwoestende brand op 8 augustus 1825 liet een kathedraal achter waarvan slechts de muren overbleven; het grootste deel van de gewijde voorwerpen kon echter worden gered. Tussen 1825 en 1829 werd de kathedraal herbouwd in empirestijl. Vanaf 1871 was een parochiale liefdadigheidsorganisatie actief in de kathedraal met voorzieningen als een armenhuis, een kinderverblijf, een school voor kinderen van soldaten, en verblijven waar men kosteloos kon wonen.

## Sovjet-periode
In tegenstelling tot de meeste kerken bleef de Transfiguratiekathedraal na de Oktoberrevolutie geopend voor de eredienst. In 1918 werd de kerk een gewone parochiekerk. Aan plundering ontkwam de kerk echter niet. De militaire rekwisieten en trofeeën werden uit de kerk gehaald en naar het artilleriemuseum gebracht. In de jaren '20 werden eveneens de waardevolle iconen gestolen. De kerk was voor lange tijd in handen van de renovationisten, een afsplitsing van de Russisch-orthodoxe Kerk die heulde met de bolsjewieken. Gedurende het Beleg van Leningrad bood een schuilkelder onder de kerk 500 mensen bescherming tegen luchtaanvallen. Na de oorlog werd de kerk tussen 1946 en 1948 gerestaureerd.

## Hek
Ter nagedachtenis van de bevrijdingsoorlog van de Balkanvolken van de Ottomaanse bezetting werd een hek om de kathedraal gebouwd waarbij gebruikgemaakt werd van buitgemaakte kanonnen uit Turkse forten van Izmajil, Varna, Isaccea, Silistra en Tulcea. Op de Turkse kanonslopen zijn teksten te lezen als: "De toorn van Allah" en "Ik breng slechts de Dood". Het hek bestaat uit in totaal 102 bronzen kanonlopen, gegroepeerd in 34 sets van drie op een granieten basis en met elkaar verbonden door zware kettingen. Op de middelste lopen zijn byzantijnse dubbelkoppige adelaars geplaatst.

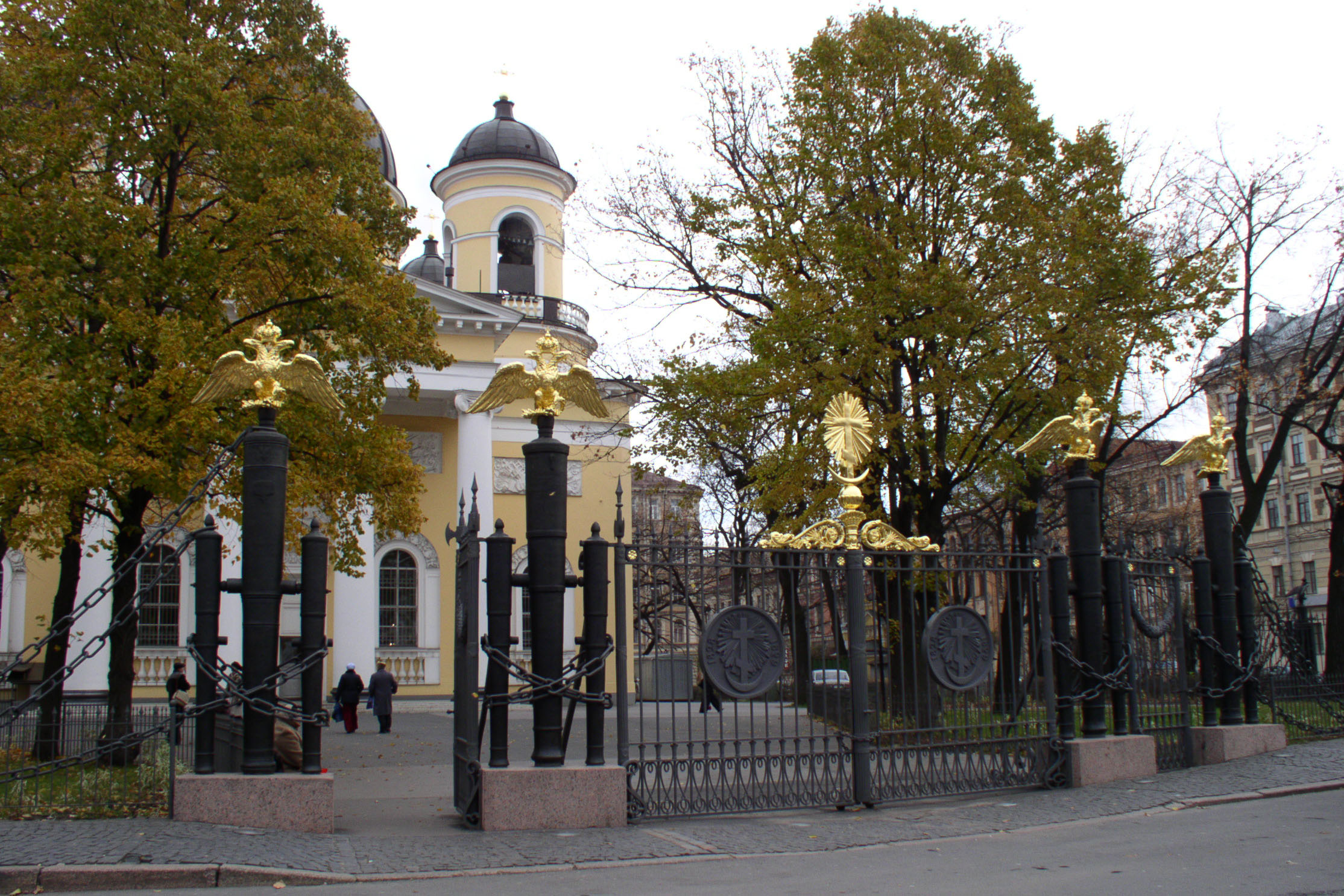
Toegangspoort
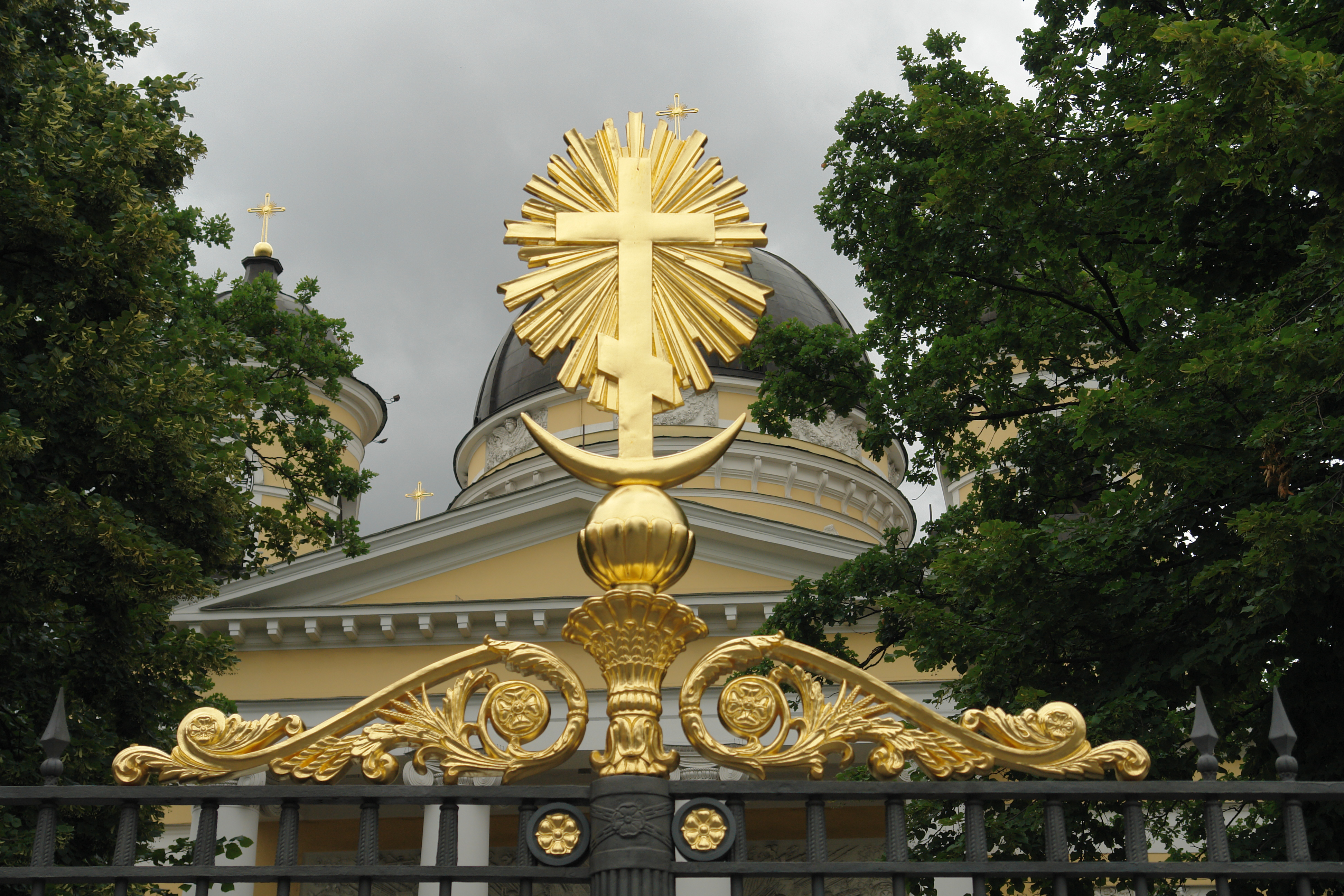
Kruis boven toegangspoort
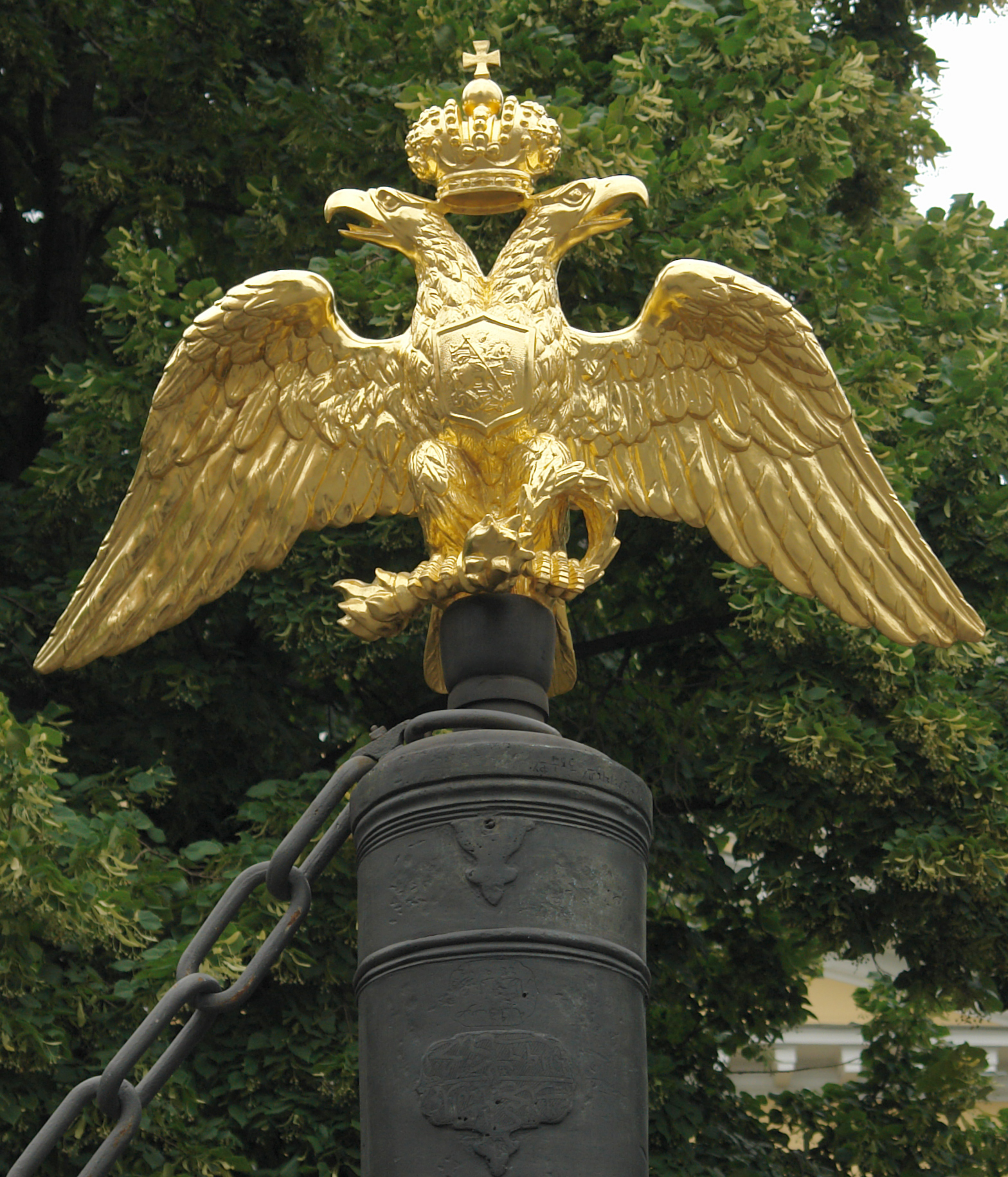
Byzantijnse tweekoppige adelaar boven een kanonsloop